# Symposium on Theoretical Aspects of Computer Science
La conférence Symposium on Theoretical Aspects of Computer Science  (abrégé en STACS) est une conférence scientifique dans le domaine de l’informatique théorique. STACS a lieu chaque année depuis  1984, habituellement au début du printemps, en alternance dans une ville en Allemagne et en France ; la conférence est organisé par l'EATCS.

## Thèmes de la conférence
Les thèmes usuellement représentés à la conférence concernent 
- les algorithmes et structures de données, y compris l' algorithmique parallèle et algorithmique distribuée, la géométrie algorithmique, la cryptographie, la théorie de l'apprentissage automatique;
- les automates et langages formels ;
- la  complexité algorithmique et complexité structurelle, logique en informatique, y compris sémantique, spécification, et vérification de programmes, réécriture et déduction logique
- les défis actuels, comme par exemple : calcul biologique, calcul quantique, calcul sur mobile et Cloud computing.

## Audience
L'audience de la conférence se mesure à l'intérêt manifesté par la communauté scientifique : à STACS 2016, 205 articles ont été soumis par des auteurs de 44 pays ; 54 articles ont été retenus pour une présentation à la conférence. En 2014, le classement de Microsoft classe la conférence 10e dans sa liste.
Elle est classée dans la catégorie A par le portail CORE ; elle est réputée puisqu'elle a un taux d'acceptation de moins de 30 % de manière systématique. 
Elle est appréciée par des scientifiques connus qui ont accepté de faire des conférences invitées, comme 
Marie-Claude Gaudel  en 1992, Gilles Brassard en 1996, 
Richard Karp en 1998, Dexter Kozen en 2001, Serge Abiteboul et Moshe Vardi en 2007 ou Claire Mathieu en 2008, Antoine Joux
et Till Tantau en 2017, Anca Muscholl en 2019.

## Évolution
Le 40e STACS est prévu du 7 au 10 mars 2023 à Hambourg. Pour la première fois, STACS 2023 est composé de deux « tracks », nommés A et B, afin de faciliter le travail du ou des comités de programme.
Le track A est dédié aux algorithmes et structures de données, à la complexité et aux jeux.
Le track B couvre les automates, la logique, la sémantique et la théorie de la programmation.

## Actes
Les actes des colloques ont été publiés, depuis 1984 et jusqu'en 2007 par Springer Science+Business Media dans la série des Lecture Notes in Computer Science (en). Depuis 2008 , ils sont publiés par le Leibniz-Zentrum für Informatik en libre accès dans la collection Leibniz International Proceedings in Informatics ainsi que dans l'archive Hyper Articles en Ligne. On y accède soit par le portail de la conférence, soit par le serveur de publications en ligne DROPS (abréviation pour Dagstuhl Research Online Publication Server).

## Articles liés
- Liste des principales conférences d'informatique théorique.